# Żarnówka Duża (potok)
Żarnówka Duża (Żarnówka Wielka) – potok, lewy dopływ Soły (Jeziora Międzybrodzkiego) o długości 3,54 km.
Potok wypływa na wysokości około 650 m n.p.m. na południowych stokach szczytu Groniczki w Beskidzie Małym. Spływa w kierunku południowo-wschodnim doliną wciosową między grzbietami Groniczków i Chrobaczej Łąki. Na wysokości 331 m n.p.m. uchodzi do Jeziora Międzybrodzkiego.
Cała zlewnia Żarnówki Dużej znajduje się w obrębie należącego do miejscowości Międzybrodzie Bialskie przysiółka Żarnówka Duża. Największym dopływem jest Suchy Potok wypływający z południowych stoków Chrobaczej Łąki.